# ダニエル・スティール
ダニエル・スティール（Danielle Steel、1947年8月14日 - ）はアメリカ合衆国出身の作家。ロマンス作品で有名。児童書も執筆している。彼女の作品は28の言語に翻訳されている。
9人の子供がいる。カトリック教徒。

## 経歴
1947年8月14日、カリフォルニア州 サンフランシスコで生まれた。幼いころの多くを、フランスで過ごした。7歳のときに両親が離婚し、父親に引き取られてニューヨークで育てられた。母親は、ヨーロッパに残ったため時々しか会うことができなかった。子どものころから物を書くようになっていたが、10代のころは芸術やデザインへの関心が強かった。
1965年、18歳のときに銀行員のクラウド・エリック・ラザードと結婚。当時は大学生だったため、学生結婚だった。19歳で初めて小説を書き、1967年にニューヨーク大学を卒業。1968年に長女、ビートリクスを出産。その後、広告代理店でコピーライターとして働き始める。広告代理店に勤務中に執筆活動を開始し、1973年に処女作『Going Home』作家デビュー後、離婚。9年間の結婚生活は幕を閉じた。1978年に出版された 『The Promise（日本語題、サウンドレス・ラブ）』 がベストセラーとなり、以降ロマンス小説で多数執筆し有名となった。
その後、ダニー・ズジェルダーと再婚するがすぐに離婚する。続いて、ウィリアム・トスと結婚するが麻薬中毒だったために、またも離婚する。
1981年、ジョン・トレイナと4度目の結婚。ウィリアム・トスとの間の子ども・ニックは、ジョン・トレイナの籍に入り、ニック・トレイナとなる。同時にダニエル・スティールはジョン・トレイナの2人の息子の母親ともなる。このころ、ダニエル・スティールの書籍はニューヨーク・タイムズのベストセラーリストに載るようになり、381週連続して彼女の名前は載り続けた。
幸福な生活を送っていたのもつかの間、1997年に息子・ニックが自殺。息子の死をいたんで、ダニエル・スティールは『His Bright Light（日本語題、輝ける日々）』を執筆。この書もニューヨーク・タイムズのノンフィクション部門でベストセラーリストに入る。
1997年にトム・パーキンスと5度目の結婚をするが、2年ともたず1999年に離婚した。

## 執筆活動と他のメディア
過去作との比較を避けるために続編を執筆しないことを信条としている。
22本の作品がテレビドラマ化されている。そのうちの2作品はゴールデングローブ賞にノミネートされた。
著作の多くがベストセラーになっているにもかかわらず、映画化されたことはない。しかし、『Hotel Vendome』はローレンス・カスダンを監督に迎えて2014年に映画化する計画が浮上している。

## 著作
- Going Home(1973)
- Passion's Promise (1977) 
  - 日本語題：情熱の約束/訳：東谷真知子
- Now and Forever (1978) 
  - 日本語題：今と永遠と/訳：美山梢
- The Promise (1978) 
  - 日本語題：サウンドレス・ラブ/訳：長谷川次郎
  - 日本語題：二つの約束（1996年版）/訳：天馬竜行
- The End of Summer (1979) 
  - 日本語題：夏の終わり/訳：上木治子
- To Love Again (1980) 
  - 日本語題：イザベラ/訳：久富木原睦美
- Loving (1980) 
  - 日本語題：甘くだまして/訳：仙波有理
- The Ring (1980)
  - 日本語題：指輪/訳：藤本薫子
- Palomino (1981) 
  - 日本語題：優しさのゆくえ/訳：中川晴子
- Remembrance (1981) 
  - 日本語題：追想/訳：高島由美子
  - 日本語題：幸せの記憶（1996年版）/訳：天馬竜行
- Once in a Lifetime (1982) 
  - 日本語題：愛のひととき/訳：吉崎由紀子
- Crossings (1982)
  - 日本語題：めぐり逢い/訳：島岡潤平
- Wanderlust (1986)
  - 日本語題：旅心/訳：柿原日出子
  - 日本語題：愛の旅の果てに（1990年版）/訳：柿原日出子
- Kaleidoscope (1987)
  - 日本語題：愛のカレイドスコープ/訳：尾島恵子
- Zoya (1988)
  - 日本語題：情熱のエトランゼ/訳：白石朗
- Star (1989)
  - 日本語題：運命のコンチェルト/訳：白石朗
- Daddy (1989)
  - 日本語題：幸福(しあわせ)の選択/訳：北条元子
- Message from Nam (1990)
  - 日本語題：最後の特派員/訳：天馬竜行
- Heartbeat (1991)
  - 日本語題：愛の決断/訳：霜月桂
- No Greater Love (1991)
  - 日本語題：愛の別れ/訳：田村達子
- Jewels (1992)
  - 日本語題：愛のゆくえ/訳：矢倉尚子
- Mixed Blessings (1992)
  - 日本語題：ブレッシング/訳：田辺亜木
- Vanished (1993)
  - 日本語題：バニッシュド/訳：田村達子
- Accident (1994)
  - 日本語題：アクシデント/訳：天馬竜行
- The Gift (1994)
  - 日本語題：贈りもの/訳：天馬竜行
- Wings (1994)
  - 日本語題：つばさ/訳：天馬竜行
- Five Days in Paris (1995)
  - 日本語題：五日間のパリ/訳：天馬竜行
- Malice (1996)
  - 日本語題：敵意/訳：天馬竜行
- Silent Honor (1996)
  - 日本語題：無言の名誉/訳：天馬竜行
- The Long Road Home (1998)
  - 日本語題：長い家路/訳：天馬竜行
- The Klone And I (1998)
- His Bright Light (1998)
  - 日本語題：輝ける日々/訳：畑正憲
- Mirror Image (1998)
- Bittersweet (1999)
- Granny Dan (1999)
- Irresistible Forces (1999)
- The Wedding (2000)
- The House On Hope Street (2000)
- Journey (2000)
- Lone Eagle (2001)
- Leap Of Faith (2001)
- The Kiss (2001)
- The Cottage (2003)
- Sunset in St. Tropez (2002)
- Answered Prayers (2002)
- Dating Game (2003)
- Johnny Angel (2003)
- Safe Harbour (2003)
- Ransom (2004)
- Second Chance (2004)
- Echoes (2004)
- Impossible (2005)
- Miracle (2005)
- Toxic Bachelors  (2005)
- The House (2006)
- Coming Out (2006)
- H.R.H. (2006)
- Sisters (2007)
- Bungalow Two (2007)
- Amazing Grace (2007)
- Honor Thyself (2008)
- Rogue　（2008）
- A Good Woman　（2008）
- One Day at a Time　(2009)
- Matters Of The Heart (2009)
- Southern Lights (2009)
- Big Girl (2010)
- Family Ties (2010)
- Legacy (2011)
- 44 Charles Street (2011)

## 参考
1. ↑  “Meet the Author:Danielle Steel”. 2011年6月6日時点のオリジナルよりアーカイブ。2013年9月23日閲覧。